# Nupserha sericans
Nupserha sericans là một loài bọ cánh cứng trong họ Cerambycidae.